# Elezioni statali a Berlino del 2021
Le elezioni statali a Berlino del 2021 si sono tenute il 26 settembre e hanno visto il rinnovo dei membri dell'Abgeordnetenhaus di Berlino. Il governo uscente era composto da una coalizione tra SPD, Die Linke e Verdi.

## Sistema elettorale
L'Abgeordnetenhaus è eletta tramite un sistema misto. 78 membri sono eletti in collegi uninominali con il maggioritario (mandati diretti) e 52 vengono eletti tramite un sistema proporzionale di compensazione. Gli elettori hanno due voti: il primo per eleggere i mandati diretti, mentre il secondo per votare le liste dei partiti, da cui derivano i parlamentari eletti proporzionalmente. La dimensione minima dell'Abgeordnetenhaus è di 130 membri, ma si possono anche aggiungere seggi come correttivi proporzionali del maggioritario. Infine, è presente una soglia di sbarramento del 5%: i partiti che non la superano non possono ottenere seggi.

## Quadro politico

### Partiti con rappresentanza parlamentare prima delle elezioni
| Nome | Nome  | Nome                                                                                | Ideologia                 | Risultati del 2016 | Risultati del 2016 |
| Nome | Nome  | Nome                                                                                | Ideologia                 | %                  | Seggi              |
| ---- | ----- | ----------------------------------------------------------------------------------- | ------------------------- | ------------------ | ------------------ |
|      | SPD   | Partito Socialdemocratico di Germania Sozialdemokratische Partei Deutschlands       | Socialdemocrazia          | 21,6%              | 38 / 160           |
|      | CDU   | Unione Cristiano-Democratica di Germania Cristlich Demokratische Union Deutschlands | Cristianesimo democratico | 17,6%              | 31 / 160           |
|      | Linke | La Sinistra Die Linke                                                               | Socialismo democratico    | 15,6%              | 27 / 160           |
|      | Grüne | Alleanza 90/I Verdi Bündnis 90/Die Grünen                                           | Ambientalismo             | 15,2%              | 27 / 160           |
|      | AfD   | Alternativa per la Germania Alternative für Deutschland                             | Populismo di destra       | 14,2%              | 25 / 160           |
|      | FDP   | Partito Liberale Democratico Freie Demokratische Partei                             | Liberalismo classico      | 6,7%               | 12 / 160           |

### Altri partiti
- Partito per l'Umanità, l'Ambiente e la Protezione degli Animali

### Sondaggi
I sondaggi avevano sovrastimato l'SPD e l'AfD, che calarono di consensi rispetto alle elezioni precedenti, mentre sottostimarono la CDU e leggermente i Verdi e Die Linke. Per i liberali invece la stima sondaggistica era abbastanza corretta.

## Risultati
| Partito | Partito                                                         | Maggioritario | Maggioritario | Maggioritario | Maggioritario | Proporzionale | Proporzionale | Proporzionale | Proporzionale | Seggi totali | +/-     |
| Partito | Partito                                                         | Voti          | %             | +/-           | Seggi         | Voti          | %             | +/-           | Seggi         | Seggi totali | +/-     |
| ------- | --------------------------------------------------------------- | ------------- | ------------- | ------------- | ------------- | ------------- | ------------- | ------------- | ------------- | ------------ | ------- |
|         | Partito Socialdemocratico di Germania (SPD)                     | 422 754       | 23,36         | 1,43          | 25            | 390 329       | 21,43         | 0,13          | 11            | 36           | 2       |
|         | Alleanza 90/I Verdi (Grüne)                                     | 361 636       | 19,99         | 4,23          | 24            | 343 871       | 18,88         | 3,69          | 8             | 32           | 5       |
|         | Unione Cristiano-Democratica di Germania (CDU)                  | 355 696       | 19,66         | 0,17          | 21            | 328 587       | 18,04         | 0,43          | 9             | 30           | 1       |
|         | Die Linke (Linke)                                               | 252 470       | 13,95         | 1,48          | 6             | 256 063       | 14,06         | 1,58          | 18            | 24           | 3       |
|         | Alternative für Deutschland (AfD)                               | 146 091       | 8,07          | 6,05          | 2             | 145 712       | 8,00          | 6,16          | 11            | 13           | 12      |
|         | Partito Liberale Democratico (FDP)                              | 119 226       | 6,59          | 1,03          | -             | 130 201       | 7,15          | 0,45          | 12            | 12           | Stabile |
|         |                                                                 |               |               |               |               |               |               |               |               |              |         |
|         | Partito per l'Umanità, l'Ambiente e la Protezione degli Animali | 60 990        | 3,37          | 3,37          | -             | 40 128        | 2,20          | 0,33          | -             | -            | Stabile |
|         | Die PARTEI                                                      | 36 305        | 2,01          | 0,79          | -             | 32 800        | 1,80          | 0,15          | -             | -            | Stabile |
|         | Altri                                                           | 24 638        | 3,02          | 2,36          | -             | 153 972       | 8,50          | 2,7           | -             | -            | Stabile |
| Totale  | Totale                                                          | 1 809 486     | 100,00        |               | 78            | 1 821 663     | 100,00        |               | 69            | 147          |         |
| Fonte   |                                                                 |               |               |               |               |               |               |               |               |              |         |

## Conseguenze del voto

### Differenze con le precedenti elezioni
Il Partito Socialdemocratico di Germania si è classificato come primo partito, sebbene abbia perso 2 seggi; esso è seguito dai Verdi, che si classificano secondi e guadagnano 5 seggi, mentre la CDU, anche se ha aumentato i suoi consensi, perde 1 seggio. Poi Die Linke perde 3 seggi, e Alternative für Deutschland subisce un drastico calo e una perdita di 12 seggi. Infine i liberali hanno guadagnato un po' di voti e rimangono stabili, mentre gli animalisti sono cresciuti, fallendo però nel superare la soglia del 5%.

### Formazione di un governo
In seguito alle elezioni, Franziska Giffey (SPD) diviene il nuovo sindaco di Berlino, sostenuta dalla coalizione SPD-Verdi-Linke, come quella che governò dal 2016 al 2021.